# Jean-Marie Mérel
Jean-Marie Mérel M.E.P., né le 18 septembre 1854 au hameau de Pibordel (Vay) dans le diocèse de Nantes et mort le 13 octobre 1932 à Singapour, est un missionnaire catholique français qui fut vicaire apostolique en Chine.

## Biographie
Il est ordonné prêtre, le 29 juin 1879, pour son diocèse d'origine et entre à la Société des missions étrangères de Paris, le 25 septembre 1880. Un an plus tard, il est destiné au vicariat apostolique du Kouang-Si, où il arrive à la fin de l'année. En 1882, il part apprendre la langue et se former à la mission de manière pratique dans le vicariat apostolique du Kouong-Tong (province de Canton). Il est nommé dans un poste à deux jours de Pakhoi. En 1893, il part se faire soigner au sanatorium de Béthanie (Hong Kong). En 1896, il travaille dans la préfecture de Kit-yang à deux heures de bateau de Swatow (Shantou aujourd'hui), comprenant 3 500 catholiques hakkas et hoklos, ces derniers étant placés sous sa responsabilité.
L'année 1900 voit la terrible révolte des Boxers qui provoque des troubles graves dans la mission. En avril 1901, Jean-Marie Mérel est nommé vicaire apostolique du Kouong-Tong avec le titre d'évêque in partibus d'Orcistus (de) et il est conssacré le 6 octobre à la cathédrale du Sacré-Cœur de Canton, par Mgr Désiré-François-Xavier Van Camelbeke, vicaire apostolique de Cochinchine-Orientale, assisté de Mgr Louis-Marie Pineau, vicaire apostolique du Tonkin-Méridional, et Mgr Louis Piazzoli (en), vicaire apostolique de Hong Kong. La région est frappée par la disette et la peste. Il fait construire une mission à Swatow, ouvrir une école de langues européennes à Canton, surveille la bonne marche du collège du Sacré-Cœur de Canton, accueille une vingtaine de grands séminaristes. Il doit affronter en 1905 l'hostilité des notables excitant le peuple contre les convertis. Il accueille à Canton en 1907 le P. Conrardy, fondateur aussitôt de la léproserie de Sheklung, pour le réintégrer dans la Société. En 1909, il accueille les sœurs canadiennes de l'Immaculée-Conception d'Outremont pour s'occuper d'orphelinats et de petites écoles. En 1913, un groupe de ces sœurs s'occupe aussi de la léproserie de Sheklung.
Après la révolution de 1911, le vicariat est partagé en deux entités en 1914 : le vicariat de Tchao-Tchéou (renommé en 1915 selon la nouvelle translittération en Swatow) et celui de Canton proprement dit. Mgr Mérel démissionne rapidement du second, laissant la place au fameux Jean-Baptiste de Guébriant qui marquera tant l'histoire des Missions étrangères dans les années à venir et il s'installe à Malacca pour s'occuper des immigrés chinois.
En 1916, il travaille dans le district de Seremban, remplaçant le missionnaire chef de district malade. Il parcourt la mission pour des tournées de confirmation, organise des retraites, notamment au collège général de Penang, bénit de nouvelles églises, etc. Il s'occupe de 1927 à 1931 de la paroisse chinoise du Sacré-Cœur à Singapour. Après des soins à Saïgon, il meurt à Singapour en 1932.

## Publications
- (la) Parvus methodus examenis conscentiae, 1922, Hong Kong, imprimerie de Nazareth
- (zh) Chemin de Croix, 1922, Hong Kong, imprimerie de Nazareth
- (zh) L'Âme de l'homme, 1927, Hong Kong, imprimerie de Nazareth